# Linga (Yell Sound)
Pour les articles homonymes, voir Linga.
Linga est une île des Shetland.